# Јак-9
Јак-9 је совјетски једномоторни ловачки авион, масовно је опертивно коришћен у периоду Другог светског рата. Трећи је ловац у низу, из породице Јак, настао је након развоја Јак-1 и Јак-7, у периоду Великог отаџбинског рата. Са тачке гледишта структуре, то је био даљи развој Јак-7. Јак-9 је био у сваком погледу савршенији од осталих, из те породице. То је природно, јер је његово стварање трајало током скоро две године искуства у производњи и борбеној примени Јак-7, а у међувремену створила се и могућност за ширу употребу дурал-аниминијума за градњу његове структуре, у односу на раније велике тешкоће и мале могућности у почетку рата, за његове претходнике. Употреба метала, у градњи структуре, значајно је смањило њену масу, што је омогућило повећање носивости горива и моћнијег оружја и разноврсније опреме. Јак-9 је поседовао боље карактеристике од свих својих савременика. Развијен је и произвођен под руководством бироа Александра Јаковљева, као и остали из те породице.
Средином 1944. године, Јак-9, Јак-9Т и Ил-9Д, били су бројнији од свих осталих ловачких авиона у наоружању заједно и они су у великој мери заменили Јак-1 и Јак-7Б, на главним фронтовима. Динамика производње Јак-9 је достигла 20 примерака дневно. Од октобра 1942. до краја 1948. произведено је укупно 16.769 примерака, у 15 модификованих верзија. 
Јак-9 се налазио у наоружању ратних ваздухопловстава 10 савезничких земаља, понегде је оперативно коришћен све до краја шездесетих година двадесетог века.

## Развој и пројекат
Авион Јак-9 је произашао као природна замена претходних авиона Јак-1 и Јак-7. Технички гледано, он је настао као резултат даљег развоја авиона Јак-7. На тај развој је доминантно утицала чињеница да је, у томе периоду, СССР обезбедио производњу дурал-аниминијума за потребе авио-индустрије, што је омогућило развој и производњу лаких металних структура авиона. Та чињеница је била од стратегијског значаја, јер је отворен пут развоја и произвоње Јак-9, а сукцесивно, у ходу, усавршавани су и претходни совјетски авиони. Развој авиона Јак-9 је спутавало и заостајање развоја технологија ваздухопловних мотора, као и код свих осталих совјетских авиона.
Варијанта авиона Јак-9 се у глобалу заснива на измени површине крила, употреби другог мотора, веће снаге, ношења веће количине горива и избора наоружања. 
Без обзира на технолошке проблеме, првенствено моторске индустрије, неке варијанте Јак-9 су имале боље карактеристике од свих осталих ловачких авиона тога ратног периода. Његова пуна производња се успоставила половином 1944. године, када се дневно производило по 20 примерака.
Прва дефиниција серијског стандарда авиона Јак-9 је била с мотором ВК-105ПФ и елисом ВИШ-61П. То је, по намени, био фронтовски ловац.
У јуну 1943. године, у рејону Курска, се појавило прскање оплате кореног дела крила, због пропуста у технологији производње. Са одговарајућом модификацијом је тај недостатак отклоњен.

## Оперативна употреба

### Други светски рат
Јак-9 је уведен у оперативну употребу 1942. и први пут је уведен у борбу крајем 1942. године, током битке за Стаљинград. Разноврсни Јак-9 је имао широке намене, са великим спектром наоружања за употребу у неутралисању тенкова и других оклопних средстава, улогу лаког бомбардера и улоге пратиоца великог долета. На малој висини у којој је претежно дејствовао, Јак-9 је био бржи и покретан од свог главног непријатеља Bf 109, али је био слабије наоружани. Низ побољшања у перформансама и наоружању није угрозило његове изванредне карактеристике управљања које су омогућиле својим пилотима да надмаше противника у борби. Совјетски пилоти су сматрали да су перформансе Јак-9 као на истом нивоу као Bf 109 и Fw 190A-3/A-4. Јак-9 се одликовао с одличним маневарским особинама у вертикалној и хоризонталној равни, као и с лаким управљањем. Поседовао је значајно преимућство у ваздушном простору у односу на све остале ловце обеју, супротстављених страна. На пример, у борби нагоре (изнад себе) с Месершмитом, авион Јак-9 га је успевао ухватити у захват свога оружја, после првог борбеног заокрета, а у борби у хоризонталној равни, после 3-4 спирална заокрета. 
После битке код Смоленска, у другој половини 1943. године, ескадрила француске јединице Нормандија-Нимен, опремљена је са авионима Јак-9. У јуну 1944. године, на почетку велике летње офанзиве, француски авиони Јак-9 постигли своје прве победе у ваздушном простору, али су претрпели и своје прве губитке, у региону Борисова. Премештени су у Микоунтани, у Литванији, 15. јула 1944. године, све док није немачка армија потиснута око 400 km. Француски пилоти су додељене совјетске механичаре тада транспортовали у трупу авиона, али током путовања, авион поручника Мориса Сеинеса је претрпео механички квар. Француски пилот је одбио да напусти авион и да на тај начин напусти и свога механичара Биезолоуба, који није имао падобран. Пилот је покушао принудно слетети, али су обадвојица том приликом страдали.
Пилоти су прво имали на располагању авионе Јак-9У, у периоду између 25. октобра и 25. децембра 1944. године, у оквиру 163.ИАП (пука). Тада је пилотима било наређено да не користе мотор на борбеном режиму рада, јер му значајно смањују употребни век на само два или три лета. Ипак, авиони Јак-9У из те јединице, у току 398 лета, уништили су 27 примерака авиона типа Fw 190A и један Bf 109G-2, уз губитак два Јак-а у борби, један од земаљске артиљерије и четири у несрећама. Јак-9У је у великој мери допринео совјетској супериорности у ваздушном простору, а Немци су избегавали те Јак-ове „без јарбол антене“.
Већа формација авиона Јак-9ДД, пребачена је у Бари (у Италији) ради помоћи и подршке [[НОВЈ|југословенским партизанимаđđ на Балкану.
Поручник Александар Иванович Виборнов је један од пилота који је постигао најбоље резултате са авионом Јак-9, у току рата. Летећи на авиону Јак-9Т (опремљеним у носном делу топом НС-37, калибра од 37mm), остварио је 19 победа у ваздушном простору, плус девет у групној борби. Одликован је Златном медаљом хероја Совјетског Савеза у јуну 1945. године.
На крају рата, 22. марта 1945. године, Л.И. Сивко, из 812.ИАП, остварио је прву победу Совјетског ваздухопловства против ловца са млазним мотором Месершмита Me-262, али је и он убрзо после тога погођен и погинуо је од стране другог Ме-262.

### После рата
Током 1949. године, Совјетски Савез је испоручио вишак авиона Јак-9 (ВК-107) неким сателитским сателитским државама, како би им помогли да поново изграде своје ваздухопловне снаге, у светлу блокаде Берлина и равнотеже снага.

## Варијанте
Авион Јак-9 је био погодан за модификације за различите намене и борбену употребу. Могао се, с модификацијама подесити, у фронтовског ловца с обичним и тежим наоружањем, у ловца за далеку пратњу, у ловца-бомбардера, у ловца-фотоизвиђача, у пресретача на већим висинама, у ненаоружани авион двосед за специјалне задатке, у школско-тренажни двосед и ловац за извоз. На основу основног стандарда авиона Јак-9, модификовано је 22 варијанте, од тога су 15 ушле у серијску производњу. У оквиру тога је коришћено 5 нових и модификованих мотора, 6 варијанти ношења горива, 7 варијанти наоружања и две варијанте за специјалну намену. Поред тога, Јак-9 је имао две варијанте израде крила: с мешовитом и потпуно металном структуром.

### Јак-9са моторомМ-106ск
Направљен је пробни примерак, прототип, при испитивању су добијене побољшане карактеристике. Због недостатака на мотору М-106ск (ВК-106ск), програм је обустављен.

### Јак-9са моторомМ-107А
Прототип је испитан у октобру 1942. године. Напреднији мотор М-107А (ВК-107А), био истих димензија као и М-105ПФ (ВК-105ПФ), имао је већу снагу али се показао као непоуздан. Отказао је на прототипу, који је због тога претрпио хаварију, због чега се одустало и од те варијанте.

### Јак-9Д
Јак-9Д је био опремљен с већом количином горива. Био је намењен за праћење и заштиту авиона бомбардера, на дужим летовима. Наоружан је био с топом, у варијантама калибра, од 37 или 45 mm. Производио се у 1944. год.

### Јак-9Т
Јак-9Т је био намењен за дејство ваздух-тло, по оклопним средствима, као јуришник за уништавање непријатељских тенкова. Био је наоружан с топом калибра од 37 mm, који је синхроно дејствовао између кракова елисе. Поред тога, на крилним носачима, носио је противоклопне бомбе.
Због уградње топа у гондолу мотора ВК-105ПФ, померена је кабина пилота за 400 mm уназад. БК топа се састојао од 200-220 граната, који се испаљују по 3,74 kg масе у секунди. С топом се дејствовало на раздаљини 1000—1200 m. Крајем 1943. године се користио Јак-9Т за борбу против непријатељске морнарице, на Црном мору. Од марта 1943. године до јуна 1945. године је произведено 2.748 примерака авиона Јак-9Т.

### Јак-9К
Јак-9К је авион с ојачаном структуром за уградњу основног топа, калибар се бирао према опцијама зависно од намене и врсте задатака. Користили су се калибри 23, 37 и 45 mm, у намени тешког јуришника. Производио се половином 1943. године.

### Јак-9Б
Јак-9Б је развијен од стандарда Јак-9Д. У слободном простору трупа, иза кабине пилота, направљен је простор за смештај бомби. У четири секције-тунела, обезбеђено је поткачиње четири бомбе по 100 kg или 4 касете са по 32 противтенковске кумулативне бомбице од по 1,5 kg или 2,5 kg. На авиону Јак-9Б су започета испитивања у марту 1944. године. Са њим је била наоружана авијација на Трећем Белоруском фронту, на коме је у кратком року оборено 25 непријатељских авиона, Месершмит Bf-109 и Fw-190, бачено је 156,5 тона бомби, уништено 29 тенкова, 11 оклопних возила, 1,014 аутомобила, 7 система тешког оружја, 18 железничких композиција, 20 стационарних објеката итд.
Укупно је произведено 109 примерака авиона Јак-9Б.

### Јак-9ТК
Јак-9ТК је авион с појачаном структуром, која је могла по избору и потреби прихватити интеграцију топа, калибара: 23 mm, 37 mm или 45 mm. Завршен је половином 1943. године.

### Јак-9М
Јак-9М је комбинација варијанта Јак-9Д с трупом од Јак-9Т, помереном кабином пилота уназад, за 400 mm. Успут је било и више других побољшања. Крајем 1944. године је постављен и јачи мотор, с чиме су побољшане перформансе, посебно максимална брзина. Са овим авионом је био наоружан један авијацијски пук.

### Јак-9С
Јак-9С је на бази варијанте Јак-9М с мотором ВК-105ПФ-2. Био је наоружан с топом од 23 mm и два синхронизована између кракова елисе од по 20 mm. Ова варијанта није серијски реализована.

### Јак-9ДД
Јак-9ДД је варијанта ловца за праћење бомбардера с великим радијусом лета. У 1944. години је у оперативну употребу ушао бомбардер Ту-2 и био је неопходан ловац за његову пратњу и заштиту у мисијама на већим удаљеностима. За такве задатке Јак-9Д није имао довољну аутономију лета. Био је неопходан ловац који би имао могућност лета у дубину територије непријатеља и да се безбедно врати. За те задатке је развијена варијанта авиона Јак-9ДД, који је имао долет од 1.800 km. На авион је постављено осам крилних резервоара горива, укупна количина горива је повећана на 630 kg. Маса авиона је подигнута на 3.390 kg, наоружање је остало стандардно, топ од 20 mm и митраљез од 12,7 mm. Кабина пилота је померена уназад за 400 mm, као код авиона Јак-9Т.
Авион Јак-9ДД се користио на свима фронтовима у августу 1944. године. У италијанског граду Бари, група од 12 примерака је била базирана, за повремену подршку југословенским партизанима, а и у праћењу америчких бомбардера, B-17 и B-24.

### Јак-9Р
Јак-9Р је наста с преправком основног авиона Јак-9, тако што је у слободан простор уграђена фотокамера за панорамско снимање терена, то јест за аерофото извиђање с висине 300 до 3.000 m. Авион у овој верзији је произведен у мањем броју. Коришћен је за аерофото извиђање у условима већег ризика за остале категорије авиона, са слабијим перформансама и борбеном способношћу.

### Јак-9ПД
Јак-9ПД произашао је као потреба за борбу за превласт у ваздушном простору изнад Москве, због опасности продора немачких авиона Ју 86 Јункерсa (Ју 86 Јункерс), чија појава је била озбиљна претња совјетској престоници у јулу 1942. године. Овај ловац се заснивао на основу основног стандарда авиона Јак-9 с мотором ВК-105ПД, наоружан с једним топом од 20mm. Пет ових авиона су били завршени у априлу 1943. године и распоређени на оперативном испитивању, за одбрану Москве. Нажалост, мотор му није радио стабилно, те авион није могао постићи висину лета од 13.000 m, на којој је летео Ју 86 Јункерс. Из ових разлога је изабран други мотор ВК-106ПВ, замењен је систем хлађења, изабрана је друга елиса, а крилу је повећан размах. После ужурбаног испитивања у аеротунелима Института ЦАГИ, нису се оствариле жељене перформансе. У тим условима је била срећа да се немачки авиони нису појавили над Москвом. Свега је произведено 35 примерака авиона Јак-9ПД и они су сви распоређени у рејон одбране Москве.

### Јак-9У
Јак-9У је крајем 1943. године дефинисан у две опције: с мотором ВК-107А и с ВК-105ПФ-2. Поред уградње мотора другог типа, измењени су и структура и аеродинамика основног авиона. Хладњак уља је премештен из моторске гондоле у централни део крила, оплата репног дела трупа је замењена с фурниром, поправљена је геометрија трупа, а и уведена су и друга побољшања. Обе варијанте су биле једнако наоружане, с централним топом калибра од 20 или 23 mm и два синхронизована митраљеза од 12,7 mm. Прототипови су паралелно испитани. Варијанта с мотором ВК-107А је имала боље резултате од свих совјетских и иностраних ловачких авиона. 
Без обзир на уочене недостатке на мотору и на систему његовог хлађења, отпочела је серијска производња овог типа авиона. Први серијски авион је изашао из производње у априлу 1944. године. У току три последња месеца 1944. године, пилоти су на 32 авиона Јак-9У направили 398 летова, при којима су оборили 27 Месершмит Bf-109 и Fw-190, при губитку само два Јак-9У. 
Крајем 1944. године су постављени нови уљни хладњаци, цео систем хлађења, био је ефикаснији, после чега је температура мотора одржавана у нормалном режиму. Овакав авион Јак-9 се показао као најуспешнија модификациона варијанта у целом ратном периоду. Једини недостатак ове варијанте је био мали ресурс мотора, од 25 сати. То је и разумљиво, када се зна да су у ходу форсирано тражена решења за погон, у условима рата и при заостајању у моторској технологији.

### Јак-9УТ
Јак-9УТ је настао са допунском модификацијом Јак-9У, кроз уградњу јачег наоружања. Уграђен је централни топ калибра 37 mm и два са синхронизованим дејством између кракова елисе, калибра 20 mm. Ова варијанта је имала рекордну убојну моћ од 6 kg масе граната у секунди. Уместо централног топа калибра 37 mm, могли су се, према потреби, уграђивати топови и других калибара: 20, 23 и 45 mm. У случају избора топа највећег калибра убојна моћ се пела на 9,3 kg масе граната у секунди. Ова модификација је била реализована до фебруара 1945. године. За три месеца серијске производње, завршено је 282 примерка авиона Јак-9УТ. Они су дали посебан допринос у сламању непријатеља у завршним операцијама рата.

### Јак-9В
Јак-9В је школско-тренажни авион с мотором ВК-105ПФ-2 и с топом од 20 mm. Јак-9В је био приближних перформанси као савремени ловци. Серијски се почео производити у августу 1945. године, а укупно је произведено 793 примерака.

### Јак-9 курир
Јак-9 курир је авион двосед, подешен за превоз једног путника. Настао је од Јак-9ДД, скинуто му је наоружање. У задњој кабини није постављена инструментална табла и команде лета, био је постављен патос и тапациране бочне странице. За омогућавање далеких прелета, постављени су у обе кабине писоари. Први овакав авион је произведен у лету 1944. године, прошао је фабричка испитивања. Произведен је ограничан број примерака.

### Јак-9П
Јак-9П је настао модификацијом Јак-9У. Носио је повећане крилне резервоаре горива и био је савременије опремљен. Наоружање се састојало од три топа калибра од по 20 mm, један је централни. Топови су дејствовали синхронизовано између кракова елисе. Производио се у 1946. и 1947. године. Крајем 1947. године је на њега уграђена елиса с ревирзибилним радом, захваљујући томе су избегнути случајеви напуштања авиона услед отказа уређаја за промену кораку.
Ови су авиони произвођени све до краја 1948. године, до када је укупно направљено 801 примерака, које су поред Совјетског Савеза, још користила ваздухопловства Албаније, Мађарске, Пољске, Кине и Југославије. Многи од њих су поседовали напредну навигациону и комуникациону опрему, укључујући радио компас и транспондер.

### Карактеристике варијанти
Ознаке, коришћене у табеларном прегледу изведених значајнијих модификација:
- [БК], бојеви комплет,
- vH=0, највећа постигнута брзина на висини нивоа мора, по стандард атмосфери,
- vmax, највећа могућа брзина на оптималној висини лета,
- tpenj, потребно време пењања на висину од 5.000 ,
- t 1, потребно време за пун стационарни хоризонтални заокрет,
- , полупречник хоризонталног стационарног заокрета,
- Hmax, плафон лета,
- , долет,
- , највећа маса, и
- №, број укупно произведених авиона.

## Корисници
- НР Албанија - увела је у оперативну употребу 12 авиона Јак-9П у 1951. године.
- НР Бугарска - 150 примерака Јак-9 су добијени из Совјетског Савеза у годинама 1944/1945/1948 ( Јак-9Д - 30, Јак-9М - 60, Јак-9У - 30, Јак-9П - 30)[12]
- Француска - увела је ескадрилу Нормандија-Нимен, опремљену са авионима Јак-9, у другој половини 1943. године.
- Народна Република Кина - увела је у оперативну употребу Јак-9П
- Монголија - 34 ловаца је крајем јуна 1945. године, уведени у оперативну употребу, а сви су повучени из употребе 1954. године.
- НР Пољска - увела је у оперативну употребу Јак-9П
- СССР
- Чехословачка
- НР Мађарска - 120 примерака је увела Јак-9П у 1949. години, у оперативну употребу.
- ФНР Југославија - После Другог светског рата користила је Јак-9, Јак-9Д, Јак-9М, Јак-9Т и УЈак-9 добијене од СССР-а и Бугарске (ратна репарација). Увела је у оперативну употребу Јак-9П, 1948. пре резолуције Информбироа.[13]

## Коришћена издања
- (језик: руски)Авиация и время. №3,2005г. К. Косминков. Воздушный рядовой великой войны.
- (језик: руски)Авиация и время. №3,2005г. А. Совенко. Як-9 блестящий пример вынужденного компромисса.
- (језик: руски)Мир авиации 1997г. №2, В. Морозов, С. Усков, На страже мира и труда, краткий обзор ВВС КНДР в 1948—1996гг.
- Рендулић, Златко (2014). Ловачка авијација 1914-1945. (на језику: (језик: српски)). Ваљево: Теовид. ISBN 978-86-83395-36-1.
- Simons, David; Withington, Thomas. Die Geschichte der Fligerei (на језику: (језик: немачки)). Bath: Parragon Books Ltd. ISBN 978-1-4054-8950-8.